# Polyipnus stereope
Polyipnus stereope és una espècie de peix pertanyent a la família dels esternoptíquids.

## Descripció
- Fa 5,3 cm de llargària màxima.
- Nombre de vèrtebres: 33.[6][7]

## Depredadors
És depredat per Galeus nipponensis.

## Hàbitat
És un peix marí i bentopelàgic que viu entre 150 i 280 m de fondària.

## Distribució geogràfica
Es troba a les costes del mar de la Xina Oriental al Japó, incloent-hi les badies de Suruga i Sagami.

## Observacions
És inofensiu per als humans.